# Koźlenicze
Koźlenicze (ukr. Козлиничі) – wieś na Ukrainie, w obwodzie wołyńskim, w rejonie kamieńskim. W 2001 liczyła 453 mieszkańców.
W okresie międzywojennym wieś znajdowała się w granicach II RP, wchodząc w skład gminy Nowy Czartorysk w powiecie łuckim, w województwie wołyńskim.